# Главное разведывательное управление Монголии

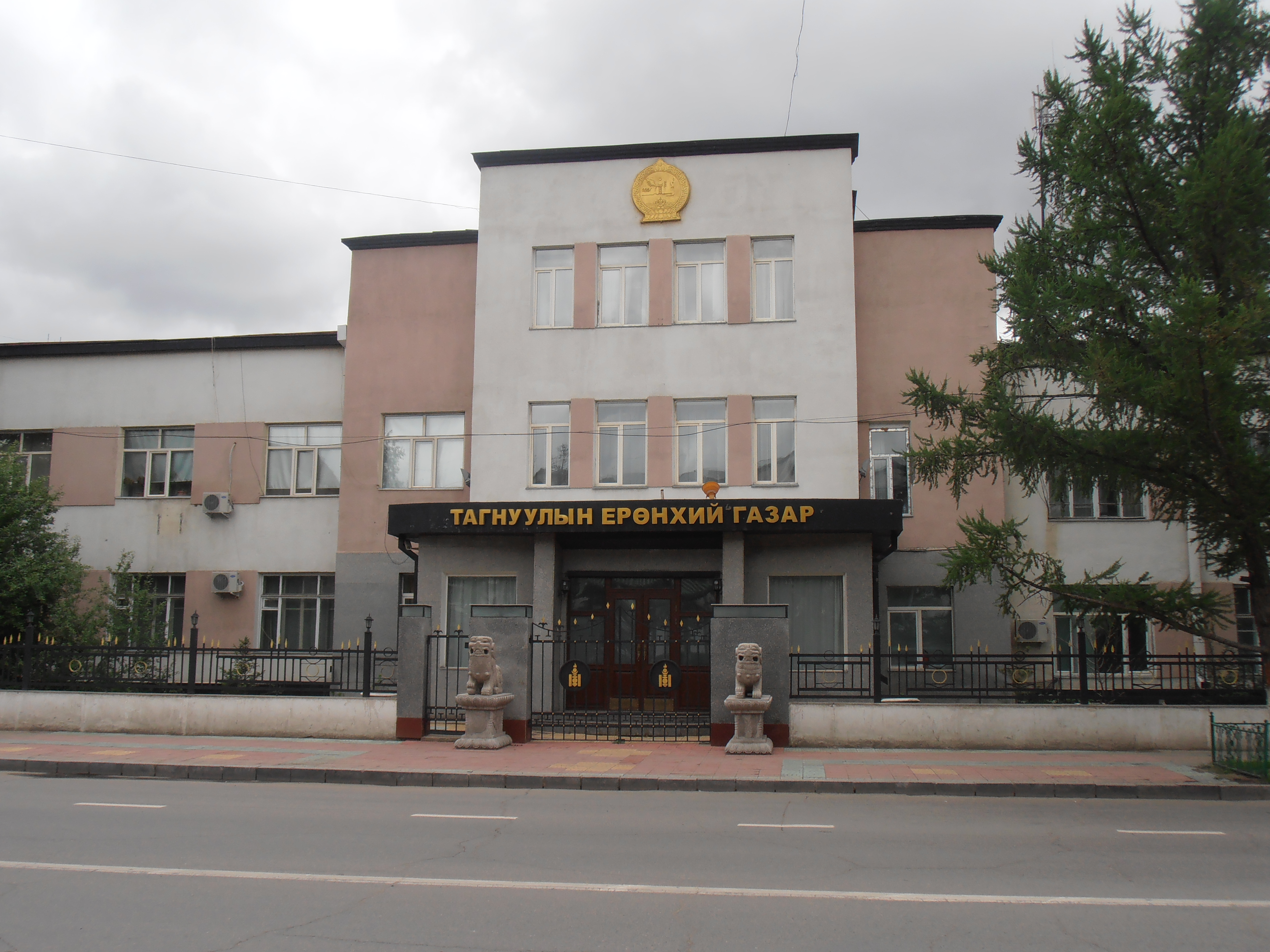
Улан-баторская штаб-квартира ГРУ Монголии

Главное разведывательное управление Монголии (монг. Тагнуулын ерөнхий газар) — спецслужба Монголии. Создана в 1922 году. Штаб-квартира находится в Улан-Баторе.

## История
Организация была создана в 1922 году как Служба внутренней охраны (Дотоодыг хамгаалах газар, ДХГ) под руководством Д. Балдандоржа, ставшего её первым руководителем. 
В начале 1930-х силы ДХГ (наряду с регулярной армией) под командованием Сэрээнэнгийна Гиваапила подавили крупные антикоммунистические восстания — Тугсбуянтское и Хубсугульское. В 1936 году преобразована в Главное управление внутренней охраны (Дотоодыг хамгаалах ерөнхий газар), в 1955 — в Министерство военной и общественной безопасности, в 1959 — в Министерство общественной безопасности.

## Функции
Основная задача ГРУ: обеспечение безопасности государства, сбор и оценка информации по ряду направлений, таких как международный терроризм, организованная преступность, отмывание денег и пр.
В 2005 году в ГРУ был создан Координационный совет по борьбе с терроризмом, который отвечает за организацию взаимодействия правоохранительных органов и специальных служб Монголии с иностранными партнёрами на антитеррористическом направлении.

## Начальники
- Д. Балдандорж (1922—1923)
- К. Баторун (1923—1925)
- Н. Насанбат (1925—1926)
- Н. Хаянхирваа (1926—1928)
- З. Шижэ (1928—1930)
- Б.-О. Элдэв-Очир (1930—1932)
- Д. Намсрай (1932—1936)
- Х. Чойбалсан (1936—1940)
- П. Дамбадаржа (1940—1941)
- Б.-О. Шагдаржав (1941—1946)
- Д. Цэдэв (1946—1949)
- Б. Дуйнхэржав (1949—1951)
- Д. Бата (1951—1952)
- Ц. Жанчив (1952—1956)
- Б. Дорж (1956—1961)
- С. Лувсангомбо (1982–1984)
- Б. Билэгт (до 2006 года)[2]
- Н. Ганболд (2006—2007)[3]
- Р. Болд (2007—2012)[4][5]
- Б. Гэрэл (2012—2013)
- Б. Ариунсан (2013—2014)
- Б. Хурц (2014 — 2017)
- Д. Гэрэл (2017 — 2020)[6]
- П.Одонбаатар (2020-наст.время)